# Justiceiro

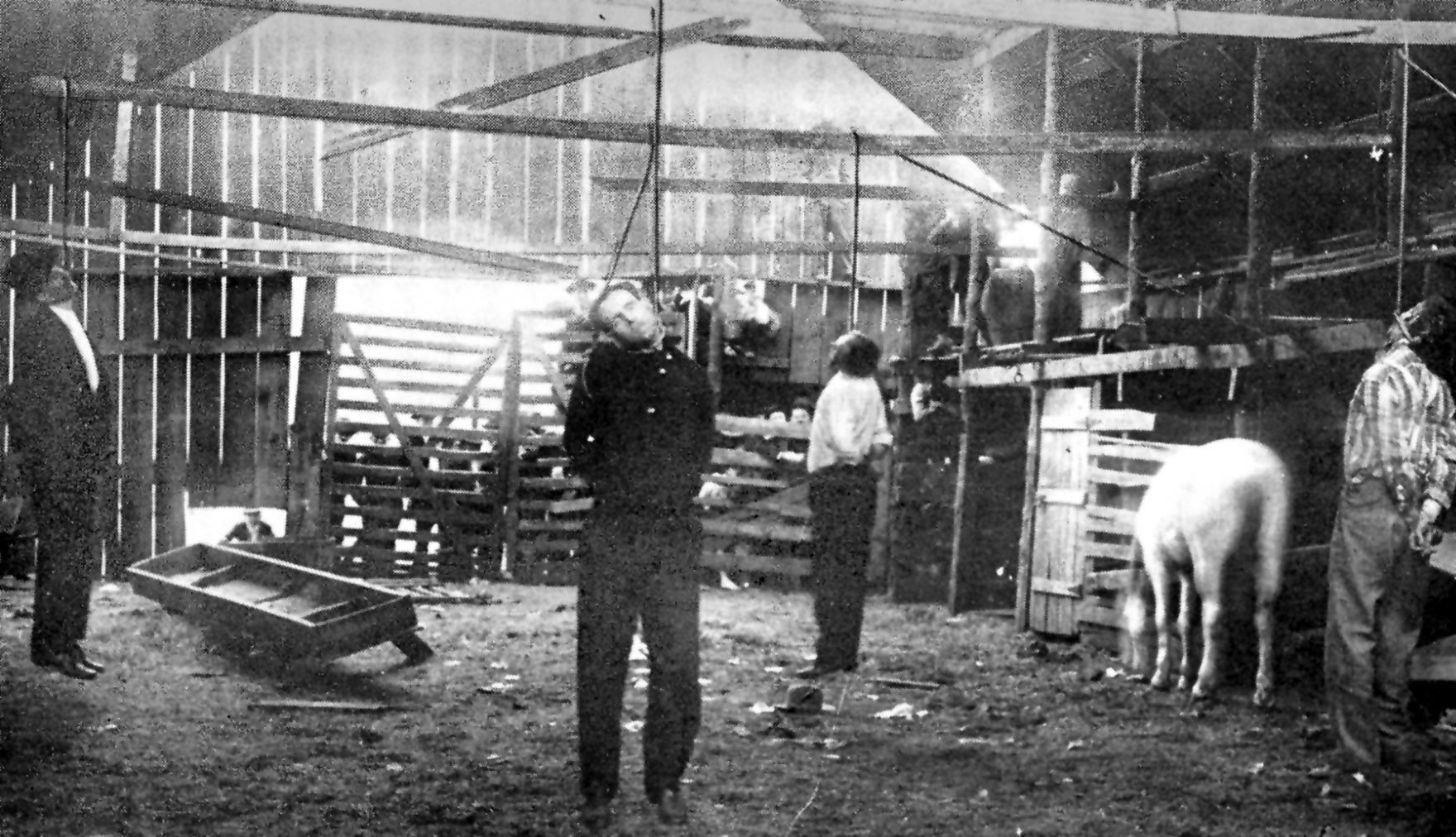
Foras da lei americanos do princípio do século XIX enforcados num estábulo por uma multidão em fúria por terem matado um ex-ajudante de xerife no Oklahoma.

Um justiceiro é alguém que, ocorrendo um crime, e tomado por sentimentos de injustiça em relação às ocorrências, decide agir à margem da lei, procurando punir os supostos autores do crime. A essa situação, aplicam-se os termos autojustiça e vigilantismoː fazer justiça pelas próprias mãos. Os autores de tais actos podem ser civis ou agentes da autoridade (entre outros) e podem estar ou não ligados de alguma maneira à vítima ou vítimas desse crime (ou eles próprios serem vítimas do crime).
Acontecimentos desses ocorreram durante a Lei de Lynch nos Estados Unidos do século XIX e parte do século XX; nesses casos, foram multidões a encetar essas perseguições. Tal comportamento é considerado reprovável judicialmente (e, na maioria das sociedades, é considerado, também, um ato moralmente reprovável), portanto considerado um crime como outro qualquer, punível à luz do Direito. Não deve ser confundido com autodefesa e, não é de resto, uma transgressão muito comum. 

## História
A ação dos justiceiros de certa forma se confunde com o que o conhecido historiador Eric Hobsbawm define como "banditismo social" que não pode ser considerado como um mero delinquente, um fora da lei, é antes um líder capaz de incitar lutas armadas contra o poder estabelecido e as injustiças sociais a exemplo de "Lampião" no Brasil e do lendário Robin Hood, ambos citados pelo referido autor. No Brasil, dois exemplos de extremos e opostos entre si são: o movimento social que se transformou na Guerra de Canudos iniciado por Antônio Conselheiro e o resultante no esquadrão da morte, uma organização paramilitar surgida no final dos anos 1960. Este último é um grupo que bem se adequa à definição usual de justiceiros.

## Na cultura popular

### Justiceiros
- No cinema, justiceiros são retratados nos filmes Death Wish, Dirty Harry e Taxi Driver.
- Na música, Woody Guthrie canta sobre um vigilante (termo da língua inglesa para essas pessoas).
- Nas histórias em quadrinhos, o personagem Justiceiro da Marvel Comics foi inspirado nesse comportamento.